# 칼라쿡코

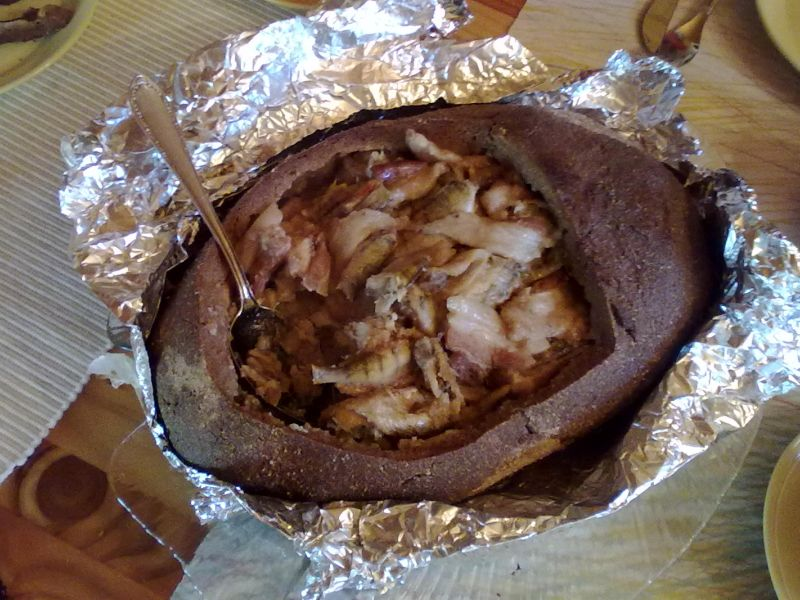

칼라쿡코(핀란드어: kalakukko)는 핀란드 사보 지역의 향토음식이다. 호밀빵 속에 흰살생선을 저며서 소를 넣고 구운 세이버리 파이의 일종이다. 특히 북사보 지역의 중심도시 쿠오피오에서 인기가 많으며, 쿠오피오에서는 칼라쿡코 굽기 경진대회도 열린다.